# Éphèbe de Critios
L’éphèbe de Critios est une statue grecque antique en marbre de Paros découverte sur l'acropole d'Athènes, attribuée au sculpteur Critios et datée des environs de 480 av. J.-C.

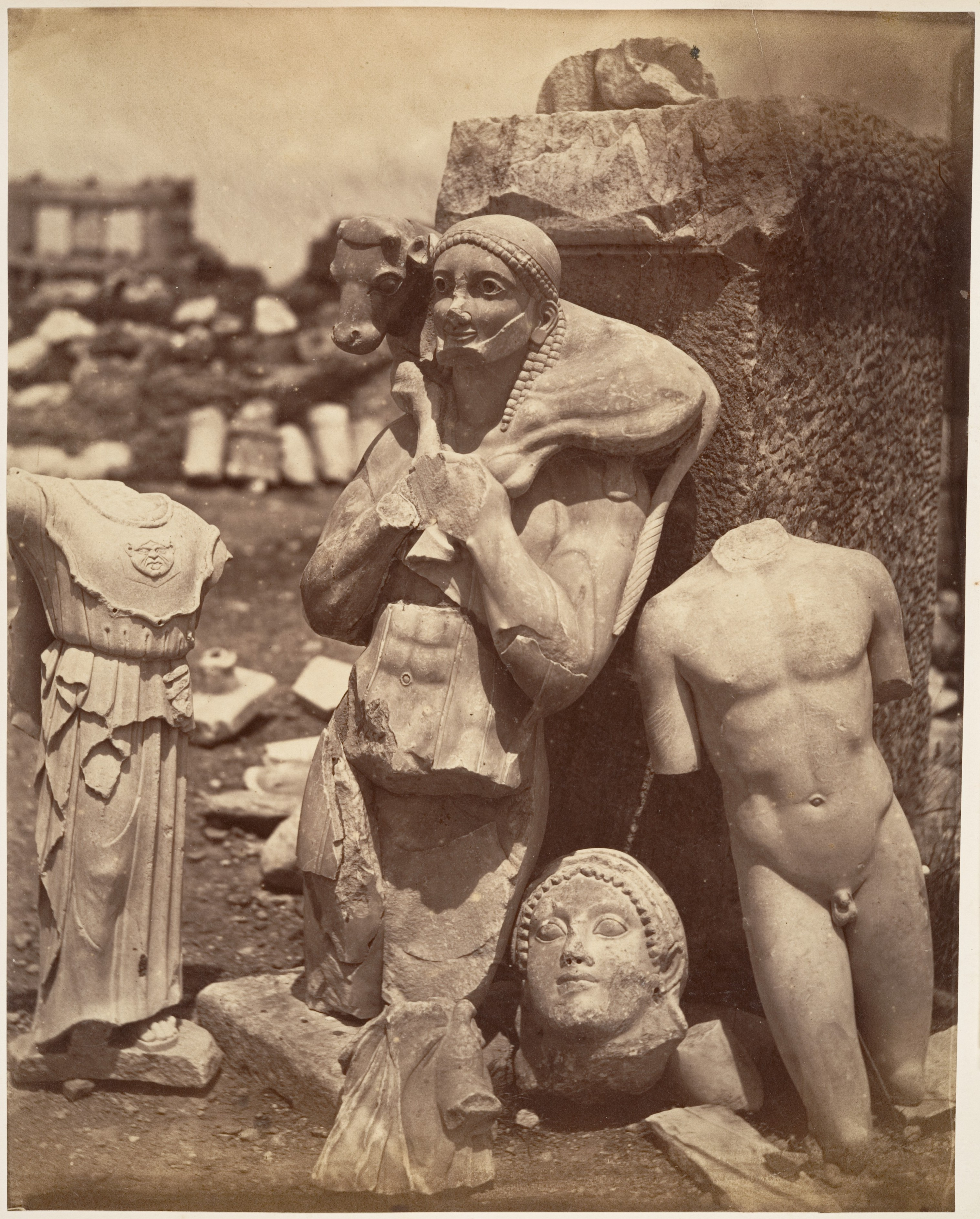
L'Athéna Angélètos, le Moscophore et léphèbe de Critios au moment de leur découverte, en 1865. Ces éléments ont été rassemblés pour la photographie.

## Découverte
Le torse de la statue et une partie des membres ont été découverts en 1865-66 lors des travaux de fondation de l'ancien musée de l'Acropole à Athènes, au sud-est du Parthénon. Vingt-trois ans plus tard, en 1888, la tête est retrouvée entre le musée et près des murs sud de l'Acropole. Elle était enfouie dans le dernier niveau de gravats qui correspond aux destructions occasionnées lors de la Seconde Guerre médique et du pillage de l'Acropole, en 480 av. J.-C.. La découverte de la tête est un élément essentiel pour la datation de la statue et son étude stylistique.
Dans un premier temps, la tête 699 de l'Acropole, en marbre de Paros, datable à cette époque du milieu du Ve siècle av. J.-C., a été considérée comme appartenant à la statue dans la reconstruction réalisée par Adolf Furtwängler de 1878 à 1880. La tête qui complète actuellement le torse de l'éphèbe a été retrouvée en 1888 lors des travaux et fouilles menés par Panayiótis Kavvadías et Georg Kawerau, entre le musée et les murs sud de l'Acropole : immédiatement reconnue comme appartenant au torse 698, la tête se substitua à la précédente.
Humfry Payne (en) a été le premier à mettre en évidence les éclats présents sur les parties jointives du torse et de la tête, qu'il croyait avoir été pratiquées dans l'Antiquité lors d'une réparation,. La statue a subi une première restauration dans les années 1950 ou au début des années 1960 lorsque le bouchon de fer qui maintenait les deux parties ensemble a été remplacé par un bouchon de bronze plus sûr. Un joint en stuc, ajouté entre les deux parties, a conduit à un allongement du cou d'environ 1 cm et à une position arbitraire de la tête par rapport au corps. En 1987, une seconde opération de restauration a mis en lumière l'arbitraire de la première et a permis de comprendre comment les deux surfaces s'emboîtent effectivement en certains points, notamment sur le devant et la droite du cou, conduisant à les reconnaître comme originellement pertinentes, une pertinence également confirmée par l'observation de la musculature qui se poursuit sans interruption à travers la fracture. De gros éclats sont présents sur le devant du cou et sur le dos. Ce type d'endommagement ne peut résulter d'une réparation antique et les éclats ovales, observables sur le devant et l'arrière du cou, semblent bien résulter d'une décapitation intentionnelle.

## Description
La statue représente un éphèbe, un adolescent prépubère nu, dans une position naturelle, les bras le long du corps. L'échelle est notablement plus petite que nature, la statue mesure actuellement, incomplète, 1,167 m. Il manque les deux avant-bras et le bas des jambes. On retrouve là une forme évoluée des anciens kouroi, mais pour la première fois: un déhanchement qui met le poids du corps sur une seule jambe et une légère rotation de la tête.

Détails. En 2007, avant nettoyage.
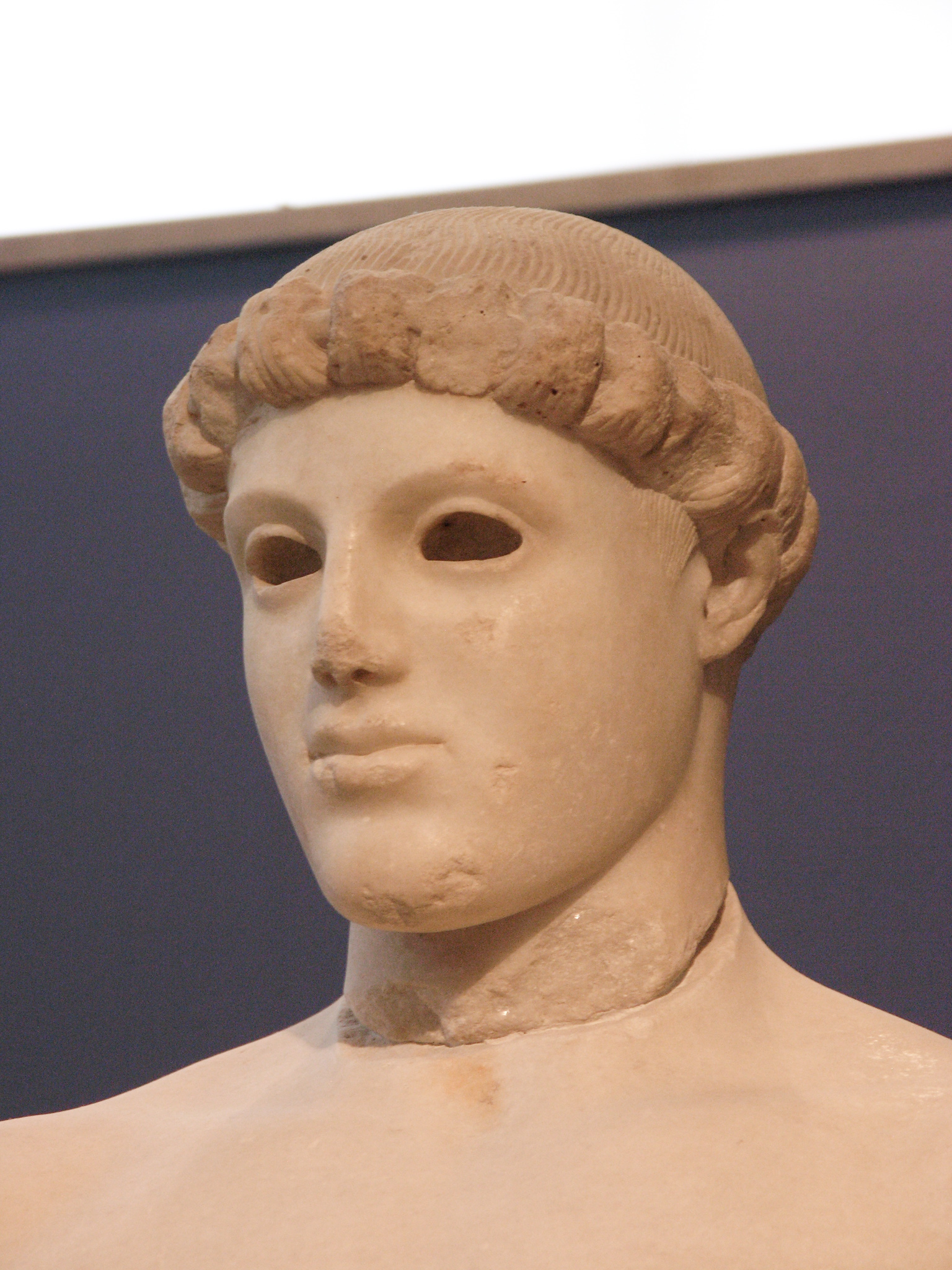
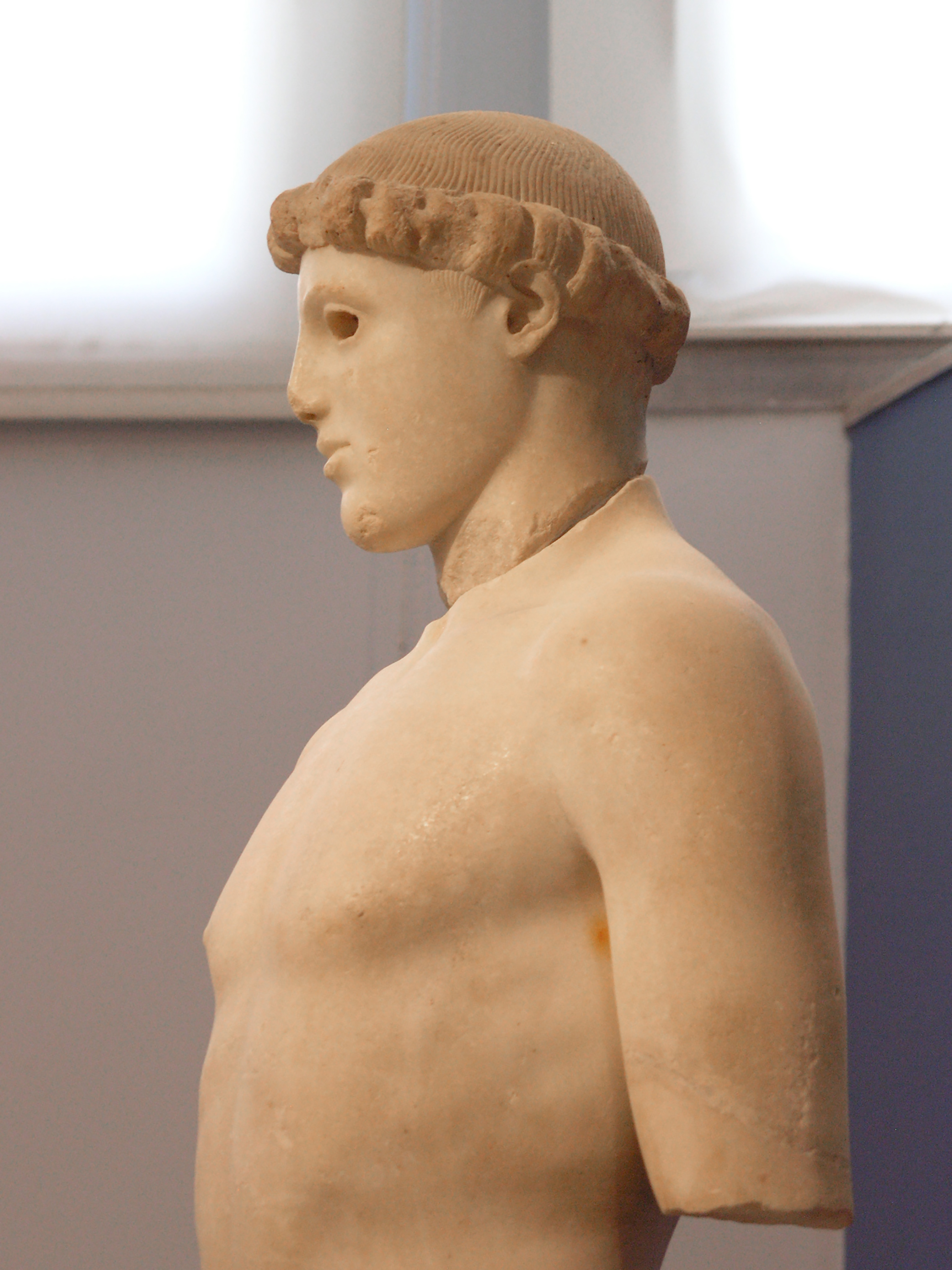

Contrairement aux kouroi du style archaïque de la sculpture grecque de 650 à 500 - les yeux étaient incrustés, probablement de pierres ou de verres colorés comme pour les bronzes, et le sourire a pratiquement disparu, remplacé par une expression plus profonde. Le modelé général du corps est plus réaliste. Les mèches ondulées de la chevelure de cet adolescent rayonnent à partir d'un méniskos. Elles sont enroulées sur un anneau en métal (comme sur la tête en bronze de l'« Éphèbe de Sélinonte », daté du milieu du Ve siècle du musée de Palerme). Elles sont très séparées entre elles et l'anneau apparaît.
Il se pourrait aussi que la statue soit une représentation du héros Thésée et non une représentation anonyme, offrande à un temple ou décor d'une tombe. L'attribution à Critios provient de la ressemblance de la tête avec celle d'Harmodios, un des deux Tyrannoctones, œuvre de Critios et Nésiotès, connue par des copies romaines. D'autre part, l'incrustation des yeux fait penser au travail d'un sculpteur bronzier comme l'était aussi Critios.

## Étude stylistique

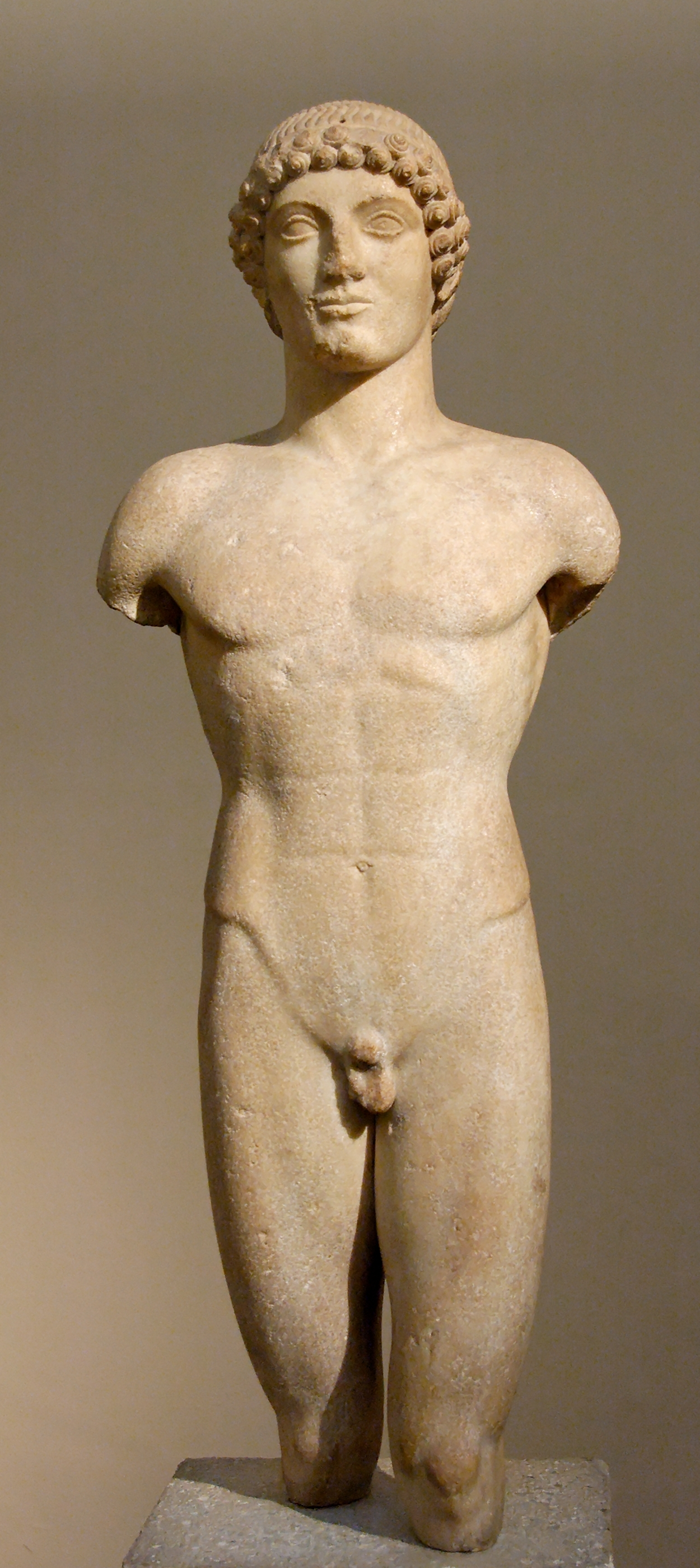
L'Apollon Strangford, vers -510

Par son apparence générale encore un peu hiératique, mais aussi par son traitement déjà très naturaliste, l'éphèbe de Critios est souvent considéré comme un exemple de la transition entre le style archaïque tardif de la fin du VIe siècle av. J.-C. et le premier classicisme, encore appelé style sévère.
La statue de Critios montre une évolution, ou une virtuosité sculpturale, très nette par rapport à l'Apollon Strangford du British Museum antérieur de quelques dizaines d'années seulement ; les volumes sont plus modelés. La vue de face reste privilégiée, mais, comme le dit Claude Rolley« il suffit de vues légèrement obliques pour que soit sensible ce qui fait la vie, on dirait le naturel de l'œuvre : la courbure continue de l'avant, poitrine et ventre, d'un corps encore peu musclé, alors que la vue strictement frontale laisse au contraire pressentir le futur athlète ».

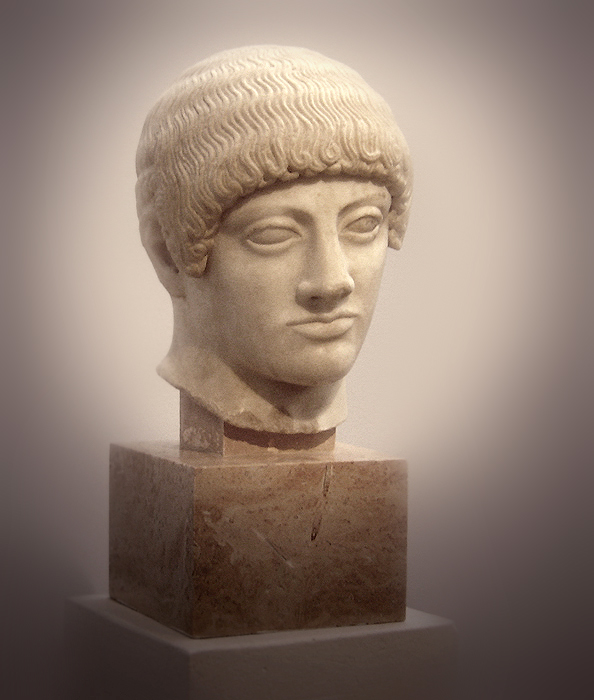
L'éphèbe blond de l'Acropole.

La coiffure, comme celle de la tête de l'Éphèbe blond (marbre, vers 490-480 av. J.-C., musée de l'Acropole, no 689. H. 25 cm), elle aussi trouvée sur l'Acropole, présente des traces de couleur. L'Éphèbe blond conserve des traces de teinte blond doré, alors que l'Éphèbe de Critios conserve la trace d'une teinture brun rouge. Ces couleurs, du fait de leur enfouissement peu de temps après la réalisation des statues, qui étaient entretenues régulièrement à l'époque, ont été ainsi partiellement préservées.

## Exposition
- L'éphèbe de Critios est exposé au musée de l'Acropole, non loin du lieu de sa découverte.
- La précieuse statue a été envoyée en 1992 et 1993 aux États-Unis avec d'autres chefs-d'œuvre de la sculpture grecque pour une exposition intitulée « Le miracle grec » à la National Gallery of Art de Washington et au Metropolitan Museum of Art de New York.